# Aquitansk
Aquitansk eller akvitansk var et sprog, som i oldtiden blev talt i Baskerlandet og i Aquitanien, det nuværende Aquitaine i det sydvestlige Frankrig mellem Pyrenæerne, Atlanterhavet og floden Garonne. Sproget regnes for beslægtet med nutidens baskisk, om end ikke nødvendigvis en direkte forfader hertil.
Der er fundet aquitanske indskrifter på begge sider af Pyrenæerne. I indskrifterne fra Aquitaine i nord optræder i indskrifterne personnavne som Nescato, Andere og Cis(s)on, som identificeres med henholdsvis neskato 'pige', andere 'dame' og gizon 'mand' på moderne baskisk. Fra den sydlige del i Baskerlandet kendes bl.a. personnavnet Ummesahar, som formodes at bestå af elementer svarende til baskisk ume 'barn' og zahar 'gammel'.
Trods den romerske undertvingelse, først af Gnaeus Pompejus i 71 f.Kr. og senere af Marcus Licinius Crassus, holdt sproget sig forholdsvis længe sammenlignet med de keltiske (galliske) områder. Augustus gjorde dog området til en romersk provins, og til sidst forsvandt sproget fra de nordlige dele i det egentlige Aquitanien til fordel for latin, som senere udviklede til stedlige varianter af galloromansk som gasconsk. I Baskerlandet må dialekter tæt beslægtet med det overleverede aquitanske sprogmateriale derimod have overlevet og udviklet sig til baskisk.